# Otto och Glassfabriken
Otto & Glassfabriken AB är ett svenskt familjeägt företag som tillverkar glass och går idag att köpa på 250 säljställen. Företaget grundades av Otto Albrektsson som tidigare varit VD och glassmästare på Åhus Glass. Främst hittar man Otto & Glassfabrikens produkter i Skåne och man har ca. 5% av den Skånska glassmarknaden, men genom Bergendahls i Hässleholm (City Gross), så har den sakta spridit sig utanför Skåne. Företaget omsatte 20 miljoner kronor 2016 och hade 19 anställda. Förutom försäljning i butiker och till glasskiosker, finns fabriksförsäljning på glassfabriken i Yngsjö utanför Åhus.

## Historia
Otto Albrektssons far Bonde Albrektsson var glassmästare på Åhus Glass när det startade 1950 och blev VD från 1953. När det bolaget köptes upp av GB-Glace 1966 och bytte namn så startade Bonde Albrektsson 1969  ett nytt företag med det gamla namnet Åhus Glass. Samma år började Otto Albrektsson i pappa Bondes nystartade glassfabrik.
1993 avled Bonde Albrektsson och de fyra syskonen var inte överens om hur verksamheten på Åhus Glass skall fortsätta, så företaget börsintroduceras i slutet av 1990-talet. År 2000 slutade Otto Albrektsson som VD på Åhus Glass och 2001 även som ledamot i styrelsen.
2002 startade Otto Albrektsson en ny glassfabrik i Hässleholm. Namnet på företaget är från början Tre Toppar, samma namn som glasskiosken familjen fortsatt driva i Åhus. Produktionen flyttade 2007 till nya lokaler i Yngsjö utanför Åhus.